# Carpintería (San Juan)
Carpintería es una localidad y distrito argentino, perteneciente al departamento Pocito, emplazada/o en el centro sur de la provincia de San Juan, al sur de la ciudad de San Juan.
En cuanto a las actividades económicas en el sector predomina la agricultura con plantaciones de vid.

## Geografía

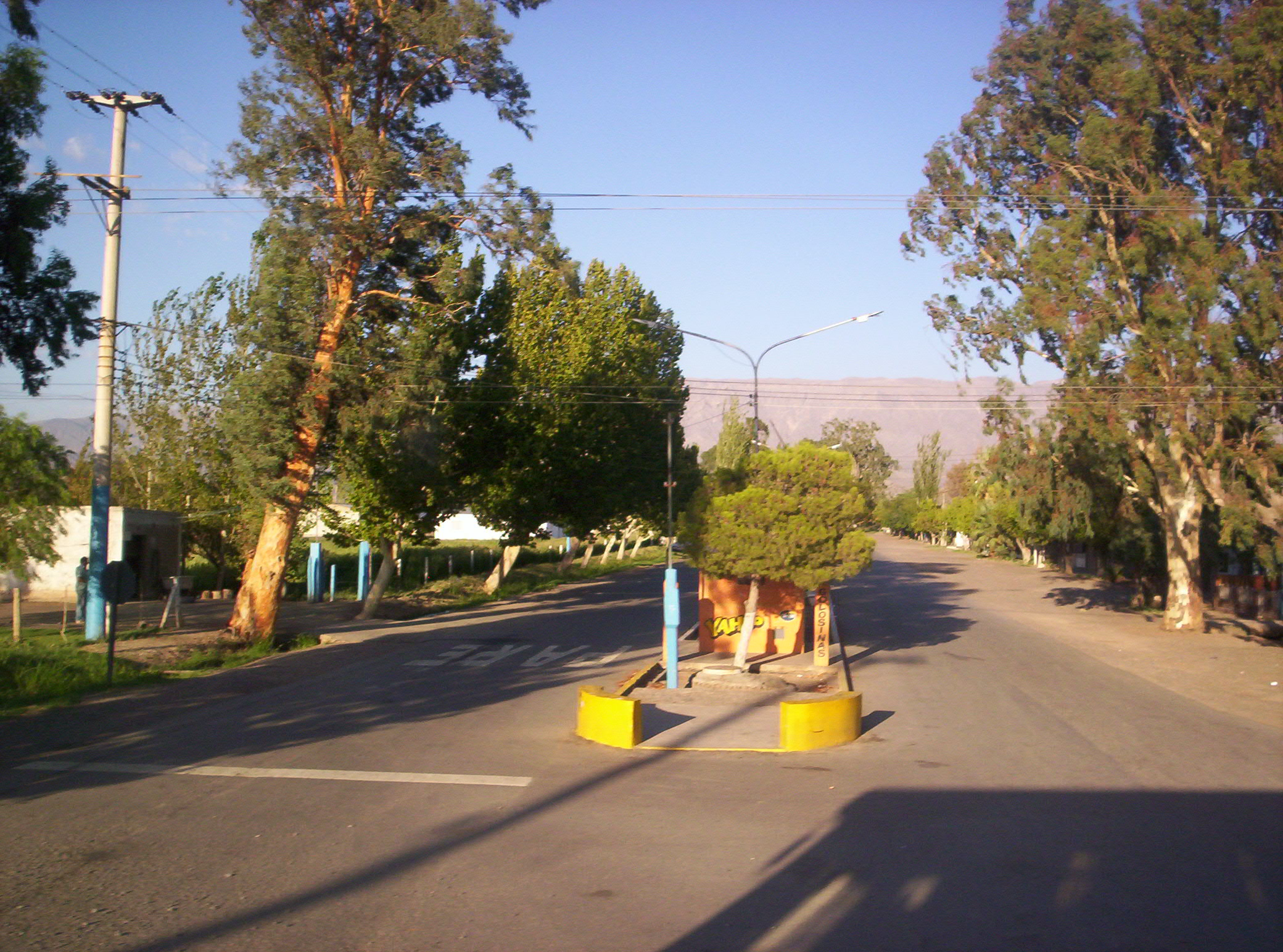
Vista a la calle principal de la localidad.

Carpintería se ubica en una llanura aluvional, producto de las descargas de aluviones de las Sierra Chica de Zonda, cuyo cordón montañoso pertenece a la precordillera de San Juan, producto de la orogenia andina, en el Terciario.
Se ubica también en el centro oeste de oasis agrícola del Valle del Tulúm, donde predominan cultivos permanentes, sobresaliendo la vid y el olivo, sin embargo también se producen frutales y hortalizas varias.
Es una localidad desarrollada a orillas de ruta nacional número 40 y de su calle principal (Boulevard Santa Clara).
Posee servicios, entre ellos un puesto policial, un centro de salud y una iglesia. También posee un sistema cloacal.

## Población
Cuenta con 857 habitantes (Indec, 2001), lo que representa un leve descenso del 1,7 frente a los 872 habitantes (Indec, 1991) del censo anterior.

## Sismicidad
La sismicidad del área de Cuyo (centro oeste de Argentina) es frecuente y de intensidad baja, y un silencio sísmico de terremotos medios a graves cada 20 años en distintas áreas aleatorias.
Terremoto de Caucete 1977el 23 de noviembre de 1977, la región fue asolada por un terremoto y que dejó como saldo lamentable algunas víctimas, y un porcentaje importante de daños materiales en edificaciones.
Sismo de 1861aunque dicha actividad geológica ocurre desde épocas prehistóricas, el terremoto del 20 de marzo de 1861 señaló un hito importante dentro de la historia de eventos sísmicos argentinos ya que fue el más fuerte registrado y documentado en el país. A partir del mismo la política de los sucesivos gobiernos mendocinos y municipales han ido extremando cuidados y restringiendo los códigos de construcción. Y con el terremoto de San Juan de 1944 del 15 de enero de 1944 (81 años) el gobierno sanjuanino tomó estado de la enorme gravedad sísmica de la región.
El Día de la Defensa Civil fue asignado por un decreto recordando el sismo que destruyó la ciudad de Caucete el 23 de noviembre de 1977, con más de 40.000 víctimas sin hogar. No quedaron registros de fallas en tierra, y lo más notable efecto del terremoto fue la extensa área de licuefacción (posiblemente miles de km²).
El efecto más dramático de la licuefacción se observó en la ciudad, a 70 km del epicentro: se vieron grandes cantidades de arena en las fisuras de hasta 1 m de ancho y más de 2 m de profundidad. En algunas de las casas sobre esas fisuras, el terreno quedó cubierto de más de 1 dm de arena.